# Geometrie der Lage
Als Geometrie der Lage bezeichnet man seit dem Beginn des 19. Jahrhunderts einen Zweig der Geometrie, in dem man ausschließlich die  Lagenbeziehungen geometrischer Gebilde untersucht.
Die Bezeichnung geht auf den Franzosen Lazare Nicolas Marguerite Carnot (1753–1823) zurück, der sein geometrisches Hauptwerk 1803 unter dem Titel „Géométrie de position“ veröffentlichte. In Deutschland schrieb Christian von Staudt (1798–1867) sein grundlegendes Buch „Geometrie der Lage“ (Nürnberg 1847), in dem er  jegliche Rechnung vermied.
Im Gegensatz zur analytischen Geometrie, die durch ein Koordinatensystem die Geometrie mit der Algebra und Analysis verknüpft, studiert man in der Geometrie der Lage oder  synthetischen Geometrie  die Figuren als solche ohne Hinzunahme von Formeln.
Heute verwendet man für diesen Zweig der Geometrie  durchweg die Bezeichnung Projektive Geometrie.
Die Geometrie der Lage handelt von den Grundelementen und den aus ihnen entstandenen Grundgebilden sowie von den Kegelschnitten. Wichtige Begriffe der Geometrie der Lage sind die Involution, Pol und Polare und die Dualität.